# Ходжсон, Дэвид
Дэвид Ходжсон (англ. David James Hodgson; род. 6 августа 1960, Гейтсхед, Тайн-энд-Уир) — английский футболист, нападающий, наиболее известный своими выступлениями за «Ливерпуль», с которым он выиграл чемпионат Англии и Кубок европейских чемпионов. Также играл за такие клубы, как «Мидлсбро», «Сандерленд», «Норвич Сити» и другие. После завершения карьеры работал тренером и директором спорта.

## Клубная карьера
Дэвид Ходжсон родился 6 августа 1960 года в Гейтсхеде, Англия. Свою профессиональную карьеру он начал в 1978 году в клубе «Мидлсбро», где провёл четыре сезона, сыграв 125 матчей и забив 16 голов. В 1982 году он перешёл в «Ливерпуль» за £450 000, где стал частью команды, выигравшей чемпионат Англии в сезоне 1982/83 и Кубок европейских чемпионов в 1984 году. Хотя Ходжсон не сыграл в финале, он получил медаль как запасной игрок.
В 1984 году Ходжсон перешёл в «Сандерленд», где провёл два сезона, сыграв 40 матчей и забив 5 голов. Затем он играл за «Норвич Сити», «Херес» в Испании, «Мец» во Франции и завершил карьеру в 1992 году в клубе «Суонси Сити».

## Международная карьера
Ходжсон выступал за молодёжную сборную Англии, сыграв 7 матчей и забив 2 гола в период с 1980 по 1982 год. Он был частью команды, выигравшей чемпионат Европы среди игроков до 21 года в 1982 году.

## Тренерская карьера
После завершения игровой карьеры Ходжсон стал тренером. Он трижды возглавлял «Дарлингтон»: в 1995 году, с 1996 по 2000 год и с 2003 по 2006 год. В 2004 году он написал книгу «Three Times A Quaker: My World of Football and Passion for Darlington F.C.», посвящённую своей карьере и любви к футболу.

## После завершения карьеры
После завершения тренерской карьеры Ходжсон работал директором спорта в компании bhpsport, подразделении Blackett Hart & Pratt LLP. Он также занимался благотворительностью и участвовал в различных футбольных проектах.